# David Limberský
David Limberský est un footballeur international tchèque né le 6 octobre 1983 à Plzeň. Il évolue au poste de défenseur.

## Biographie

### International
Le 5 juin 2009, il reçoit sa première sélection en équipe de Tchéquie, lors du match Tchéquie - Malte au Chance Arena à Jablonec (1-0).
Le 29 mai 2012, le sélectionneur Michal Bílek annonce que David est retenu dans la liste des 23 joueurs pour jouer l'Euro 2012.

## Palmarès
- Avec Viktoria Plzeň :
  - Champion de 2. Liga en 2003.
  - Champion de Tchéquie en 2011, 2013, 2015 et 2016.
  - Vainqueur de la Coupe de Tchéquie en 2010.
  - Vainqueur de la Supercoupe de Tchéquie en 2011.

## Statistiques détaillées

### En club
| Saison                | Club                  | Championnat           | Championnat | Championnat | Coupe(s) nationale(s) | Coupe(s) nationale(s) | Compétition(s) continentale(s) | Compétition(s) continentale(s) | Compétition(s) continentale(s) | Sélection    | Sélection | Sélection | Total | Total |
| Saison                | Club                  | Division              | M.          | B.          | M.                    | B.                    | Comp.                          | M.                             | B.                             | Équipe       | M.        | B.        | M.    | B.    |
| 2002 - 2003           | Viktoria Plzeň        | 2                     | 15          | 0           | -                     | -                     | -                              | -                              | -                              | -            | -         | -         | 15    | 0     |
| 2003 - 2004           | Viktoria Plzeň        | 1                     | 12          | 0           | -                     | -                     | -                              | -                              | -                              | -            | -         | -         | 12    | 0     |
| 2003 - 2004           | Modena                | 1                     | 4           | 0           | -                     | -                     | -                              | -                              | -                              | -            | -         | -         | 4     | 0     |
| 2004 - 2005           | Viktoria Plzeň        | 1                     | 10          | 1           | -                     | -                     | -                              | -                              | -                              | -            | -         | -         | 10    | 1     |
| 2004 - 2005           | Tottenham             | 1                     | 0           | 0           | -                     | -                     | -                              | -                              | -                              | -            | -         | -         | 0     | 0     |
| 2005 - 2006           | Viktoria Plzeň        | 1                     | 23          | 3           | -                     | -                     | -                              | -                              | -                              | -            | -         | -         | 23    | 3     |
| 2006 - 2007           | Viktoria Plzeň        | 1                     | 21          | 4           | -                     | -                     | -                              | -                              | -                              | -            | -         | -         | 21    | 4     |
| 2007 - 2008           | Sparta Prague         | 1                     | 12          | 0           | -                     | -                     | C1+C3                          | 2+3                            | 0+0                            | -            | -         | -         | 17    | 0     |
| 2008 - 2009           | Viktoria Plzeň        | 1                     | 27          | 3           | 3                     | 0                     | -                              | -                              | -                              | Rep. tchèque | 1         | 0         | 31    | 3     |
| 2009 - 2010           | Viktoria Plzeň        | 1                     | 26          | 1           | 8                     | 0                     | -                              | -                              | -                              | Rep. tchèque | 3         | 0         | 37    | 1     |
| 2010 - 2011           | Viktoria Plzeň        | 1                     | 29          | 2           | 3                     | 0                     | C3                             | 2                              | 1                              | Rep. tchèque | 2         | 0         | 36    | 3     |
| 2011 - 2012           | Viktoria Plzeň        | 1                     | 29          | 1           | 1                     | 0                     | C1+C3                          | 11+2                           | 0+0                            | Rep. tchèque | 6         | 0         | 49    | 1     |
| 2012 - 2013           | Viktoria Plzeň        | 1                     | 16          | 0           | 1                     | 0                     | C3                             | 14                             | 0                              | Rep. tchèque | 5         | 0         | 36    | 0     |
| Total sur la carrière | Total sur la carrière | Total sur la carrière | 224         | 15          | 16                    | 0                     | -                              | 34                             | 1                              | 0            | 17        | 0         | 291   | 16    |